# AllGame
AllGame (o allgame, prima All Game Guide) è stato un database metadata di videogiochi, videogiochi arcade e produttori di console, diretto dalla All Media Guide.

## Storia
Allgame fu fondato da Michael Erlewine, lo stesso creatore di AllMusic ed AllMovie. Il sito allgame.com fu lanciato nel 1998.
Il 6 novembre 2007 i database della All Media Guide vennero acquistati dalla Rovi Corporation.
Nel luglio 2013, la Rovi Corporation vendette AMG (e i suoi database musicali, cinematografici e videoludici) alla All Media Network, già proprietaria dei siti web SideReel e Celebified.
Il 12 dicembre 2014 il sito è stato chiuso a tempo indeterminato, avvisando le utenze con circa un mese di anticipo.